# Bonn
Bonn Németország 19., Észak-Rajna-Vesztfália tartomány 9. legnagyobb városa, amely Kölntől nagyjából 20 kilométerre délre, a Rajna partján helyezkedik el. 1949 és 1990 között az NSZK fővárosa, illetve a német kormány központja volt egészen 1999-ig (az új Reichstag átadása); időközben a német parlament házai, a Bundestag és a Bundesrat is elköltöztek Bonnból azóta, hogy a német államfő, a „Bundespräsident” is áttette székhelyét. Ennek ellenére továbbra is fontos politikai központ maradt, számos közintézménnyel. A kormányhivatalok nagyjából fele megőrizte bonni székhelyét, amelyet ma sokan a szövetségi városnak (Bundesstadt) neveznek.

## Történelme
A város helyén eredetileg kelta település állt, majd a római korban Castra Bonensia néven vált légióstáborrá, amelyet Drusus alapított i. e. 9 és 12 között a Rajna vonalának biztosítására. Castra Bonensia nevét először Tacitus említette 69-ben.
Később a Frank Birodalom, majd a Német-római Birodalom része lett, ekkor Bonnburg volt a neve. A 13. században falat emeltek a város köré. a 12. századtól a kölni választófejedelem székhelye. Több középkori királyt koronáztak meg itt, köztük (III.) Frigyes német királyt 1314-ben és IV. Károly német-római császárt 1346-ban. 1815-től Poroszország, azóta Németország része.

## Nevezetességek
- Münster – A Münsterplatz délkeleti oldalán áll a 900 éves templom, amely a római kortól kezdve ma is központja a városnak.

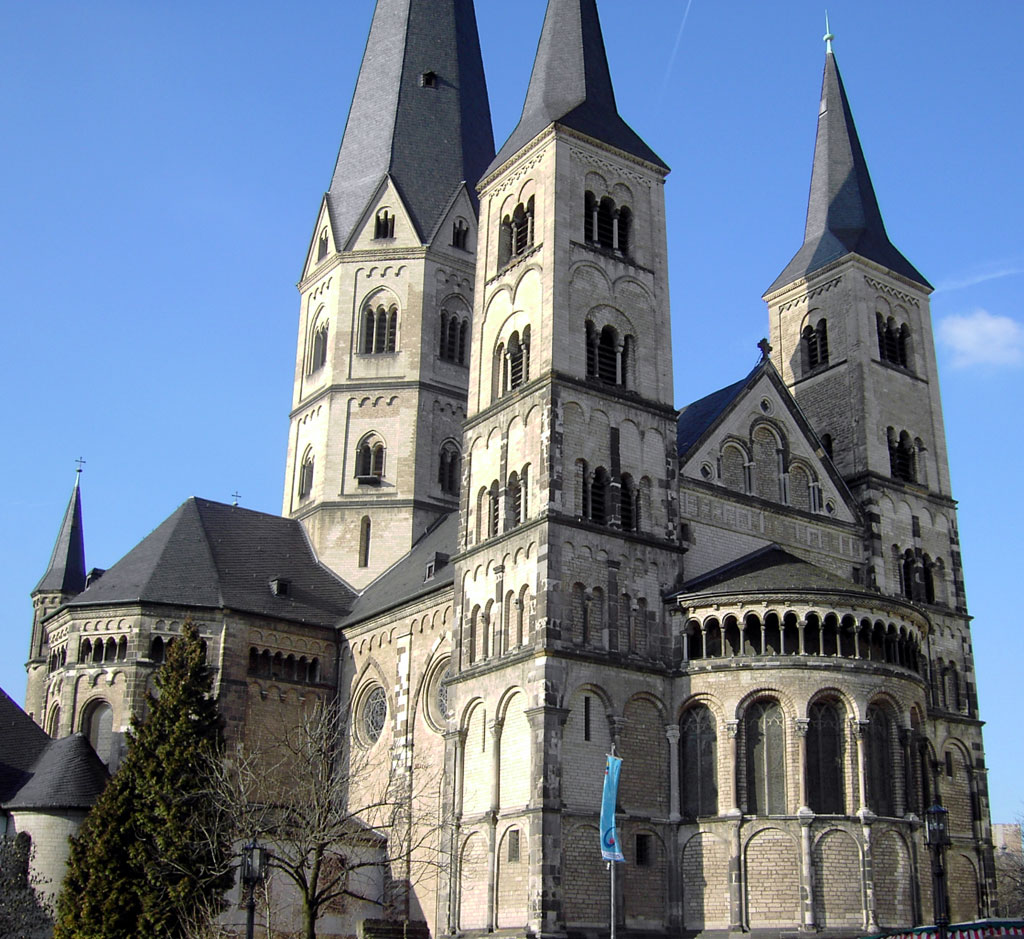
Münster

A római korban a kereszténység megjelenése idején két római tiszt: Cassius és Florentius mártíromsága emlékére a mai templom (Mümster) helyén sírkápolnát emeltek és itt őrzik a két vértanú, Szent Cassius és Szent Florentius csontjait is.
A templom építése a 11. század hatvanas éveiben kezdődött, mai alakját azonban a 12-13. században kapta. Központja volt a Cassius-kolostornak, amely a franciák által 1802-ben történt feloszlatásáig itt tartotta istentiszteleteit. Két szentélytornyos épület, 94 méter magas toronnyal. A középkori építészet remeke a Münsterhez délről csatlakozó kerengő, amelyet Gerhard von Are kolostori prépost építtetett a 12. századi építőmúvészet egyik legjelentősebb német alkotásaként.
- Jézus Szíve-templom (Namen-Jesu-Kirche (Bonn) – A 17. század végén, az ellenreformáció szimbólumaként építették. 1717-ben szentelték fel.

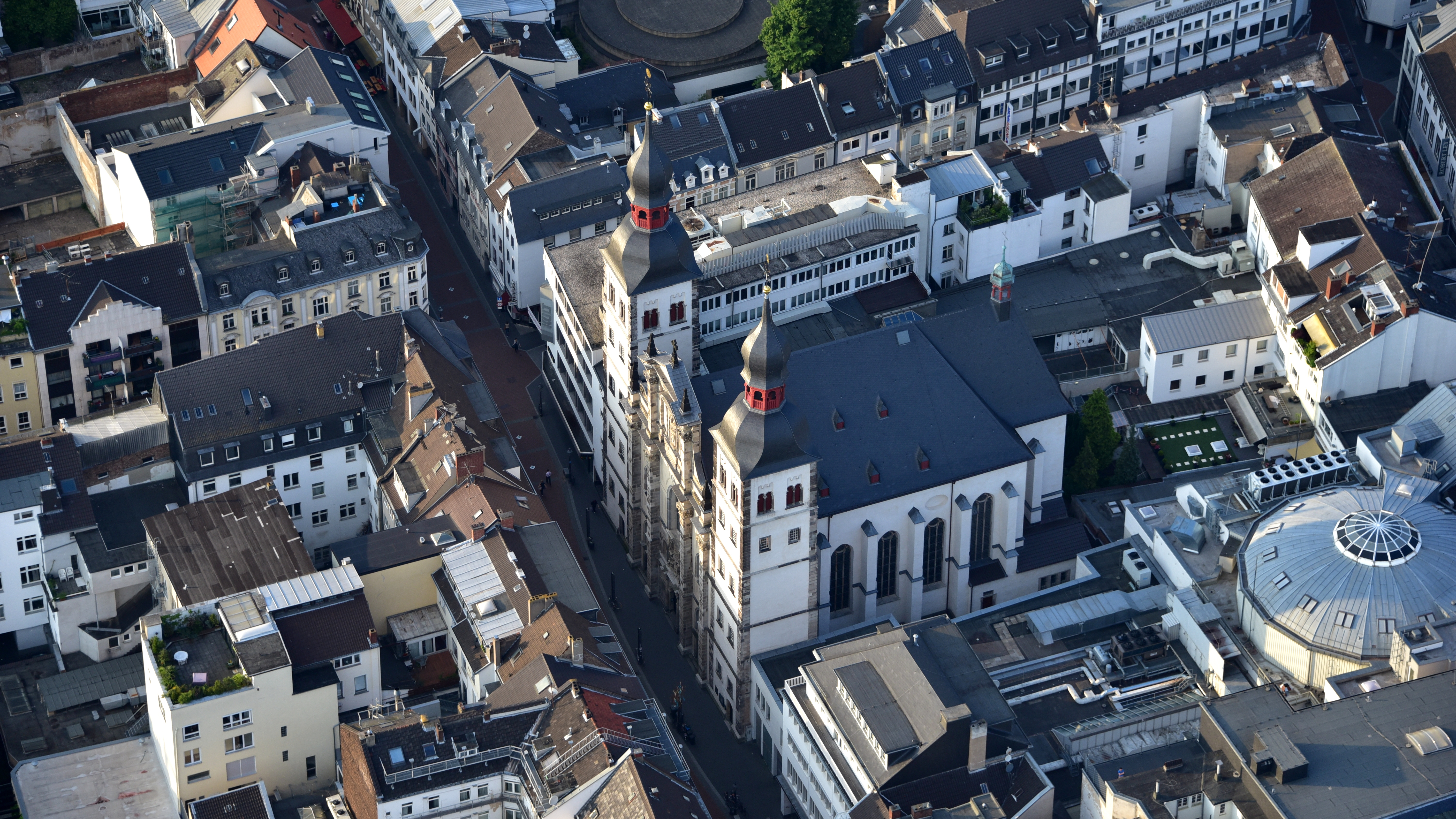

Az alapjában barokk építmény román és gótikus stílusjegyeket is tartalmaz. Hagymakupolás tornyai egykor Bonn tűztornyaiként szolgáltak. E templom tornyában lakik a város legrégebbi, 1535-ből való harangja, mely egykor hetenként egyszer harangszóval figyelmeztette a város polgárait a járdák tisztán tartására.
- Ludwig van Beethoven (1770–1827) szülőháza (Beethovenhaus) – a Bonngasse 20. alatt található, ahol életének első négy esztendejét töltötte.

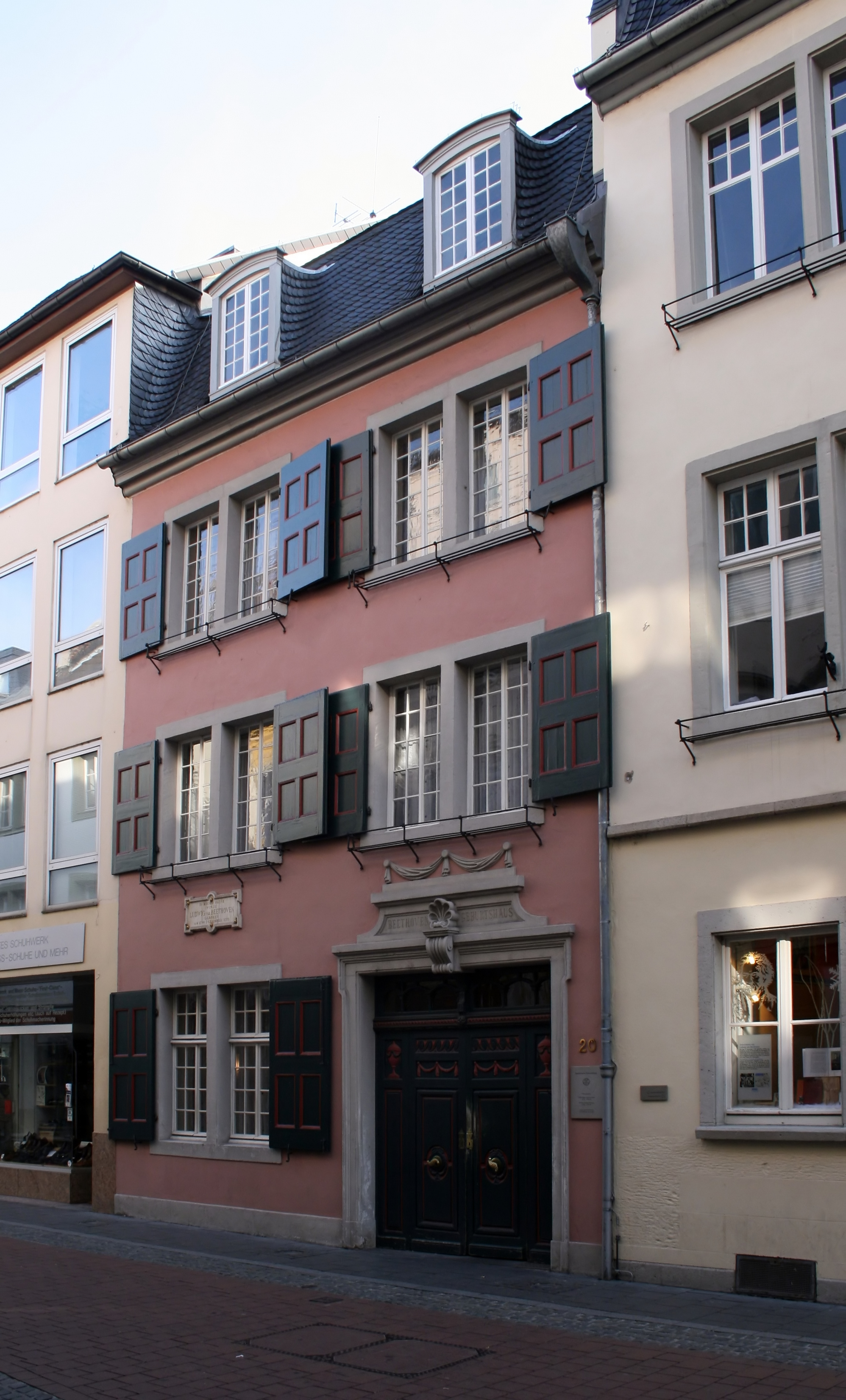
Ludwig van Beethoven szülőháza

Beethoven szülei: Johann van Beethoven és ifjú felesége, Maria Magdalena Kevernich 1767-ben költöztek a ház hátsó részébe. Az első részben a választófejedelem udvari zenekarának tajai laktak, amelynekm apja a tenoristája volt.
1889-ben a házat eladásra vagy lebontásra ítélték, mivel a város akkori vezetői sajnáltak háromezer márkát kifizetni érte, a bonni zenebarátok azonban megmentették az épületet a lerombolástól. Megalapították a Beethoven-ház egyesületet (Verein Beethoven Haus), melyhez olyan személyiségek csatlakoztak,  mint például Bismarck, Adolf von Menzel festő, Johannes Brahms, Clara Schumann és külföldről Giuseppe Verdi. Egy évvel később pedig megrendezték a házban az első emlékkiállítást is. Az épületet eredeti formájában helyreállították, majd a fellelhető Beethoven emlékek gyűjtésére indított akció során 1927-ben a szomszédos házban, a Bonngasse 18.-ban megalapították a Beethoven-archivumot, amely főleg a tudományos kutatás céljait szolgálta. Itt működik egy húszezer kötetes könyvtár is és itt őrzik a világon fellelhető valamennyi Beethoven-kézirat fénymásolatát is. Az archívum elsősorban zenekutatók szolgálatában áll, de a tudományos érdeklődésű közönség is meglátogathatja.
- Rajnai Friedrich-Wilhelms-Egyetem – főépülete barokk stílusban épült.

## Közintézmények

### Államigazgatás

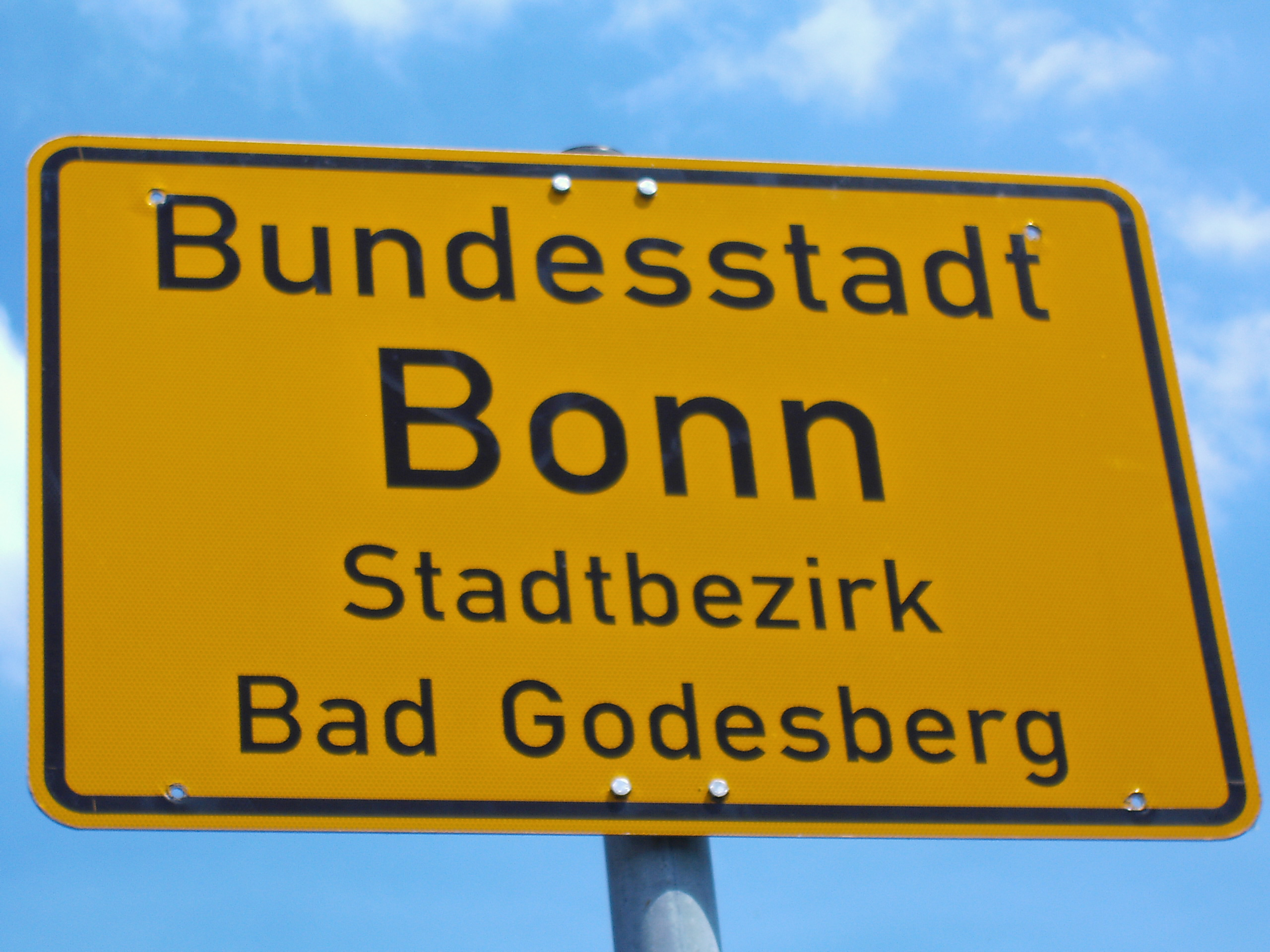

Miután Bonn 1991-ben elveszítette szövetségi fővárosi státusát, az államigazgatás keretein belül továbbra is kitüntetett szerepe van; a szövetségi város (Bundesstadt) megkülönböztető rangot viseli. Az egyes minisztériumok és államigazgatási intézmények Berlinbe költöztetését az 1991. június 20-án elfogadott Berlin/Bonn-törvény szabályozza, amelynek értelmében hat szövetségi minisztérium és számos államigazgatási intézmény székhelye továbbra is Bonn maradt, s az egyensúly fenntartása végett huszonkét szövetségi intézmény, illetve hivatal székhelyét Bonnba helyezték át. Ezenkívül a törvény megszabja a berlini és a bonni székhelyű minisztériumi alkalmazottak számának egyensúlyban tartását is, aminek következtében utóbbiak száma megközelítőleg 10 000 fő. Továbbra is bonni székhelyű a Szövetségi Védelmi Minisztérium, a Szövetségi Élelmezésügyi, Mezőgazdasági és Fogyasztóvédelmi Minisztérium, a Szövetségi Gazdasági Együttműködés és Fejlesztési Minisztérium, a Szövetségi Környezetvédelmi Minisztérium, a Szövetségi Egészségügyi Minisztérium valamint a Szövetségi Oktatásügyi Minisztérium. Ezenkívül a berlini székhelyű minisztériumok rendelkeznek egy-egy alsóbb szintű bonni, úgynevezett második székhellyel is.

### Oktatásügy

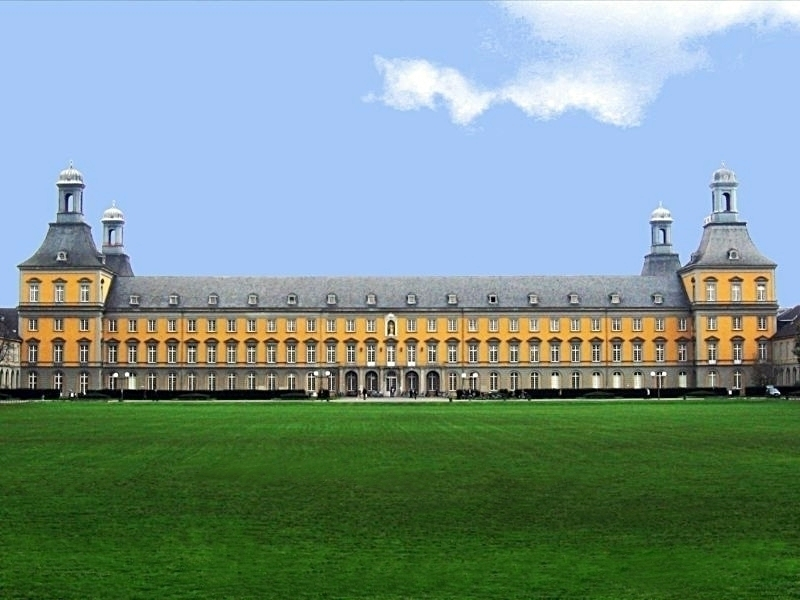
A Rajnai Friedrich-Wilhelms-Egyetem főépülete

A -Rajnai Friedrich-Wilhelms-Egyetem (Rheinische Friedrich-Wilhelms-Universität Bonn) elődjét, az Akadémiát 1777-ben alapították. Az intézményt, bő két évtizednyi tevékenységét követően 1798-ban megszüntették. 1818-ban történt újraalapítását követően Németország legnagyobb egyetemei közé sorakozott fel. Az egyetemi kórházzal együttvéve jelenleg Bonn legjelentősebb munkáltatói közé tartozik. Egykori csillagvizsgálója, a mai Bonni Népi Csillagvizsgáló (Volkssternwarte Bonn) és egyúttal a Tudományos Kommunikációs Intézet (Institut für Kommunikationswissenschaften) székhelye is.
A városban található a Max Planck Intézet matematikai és rádióasztronómiai tagozata. Miután némely tudományos és kutatási intézmény székhelyét Berlinbe helyezték át, az intézmények egyensúlyának helyreállítása végett, 1998-ban megalapították a bonni Caesar Kutatási Központot (Forschungszentrum Caesar), az 1964-ben Berlinben alapított Német Fejlesztéspolitikai Intézetet (Deutsche Institut für Entwicklungspolitik) pedig Bonnba költöztették.
A helyi ENSZ központban székel az Egyesült Nemzetek Egyetemének „Institute for Environment and Human Security (UNU-EHS)" elnevezésű intézete.
Itt működik a hernei központú Észak-Rajna-Vesztfália belügyminisztériumi továbbképzési akadémia (Fortbildungsakademie des Innenministeriums des Landes Nordrhein-Westfalen) pénzügyi tagozata, a „Fortbildungsakademie der Finanzverwaltung NRW (FortAFin)” is.
Az itteni Borromäus-egyesület (Borromäusverein) által 1921-ben alapított és 1947-ben államilag is elismert Fachhochschule für das öffentliche Bibliothekswesen felsőoktatási intézmény 2004-ben szűnt meg.
Az 1995-ben alapított Bonn-Rhein-Sieg Főiskola, nevével ellentétben, nem a város területén található. Az iskola székhelye Sankt Augustinban, további tagozatai pedig Rheinbach és Hennef (Sieg) városokban vannak.

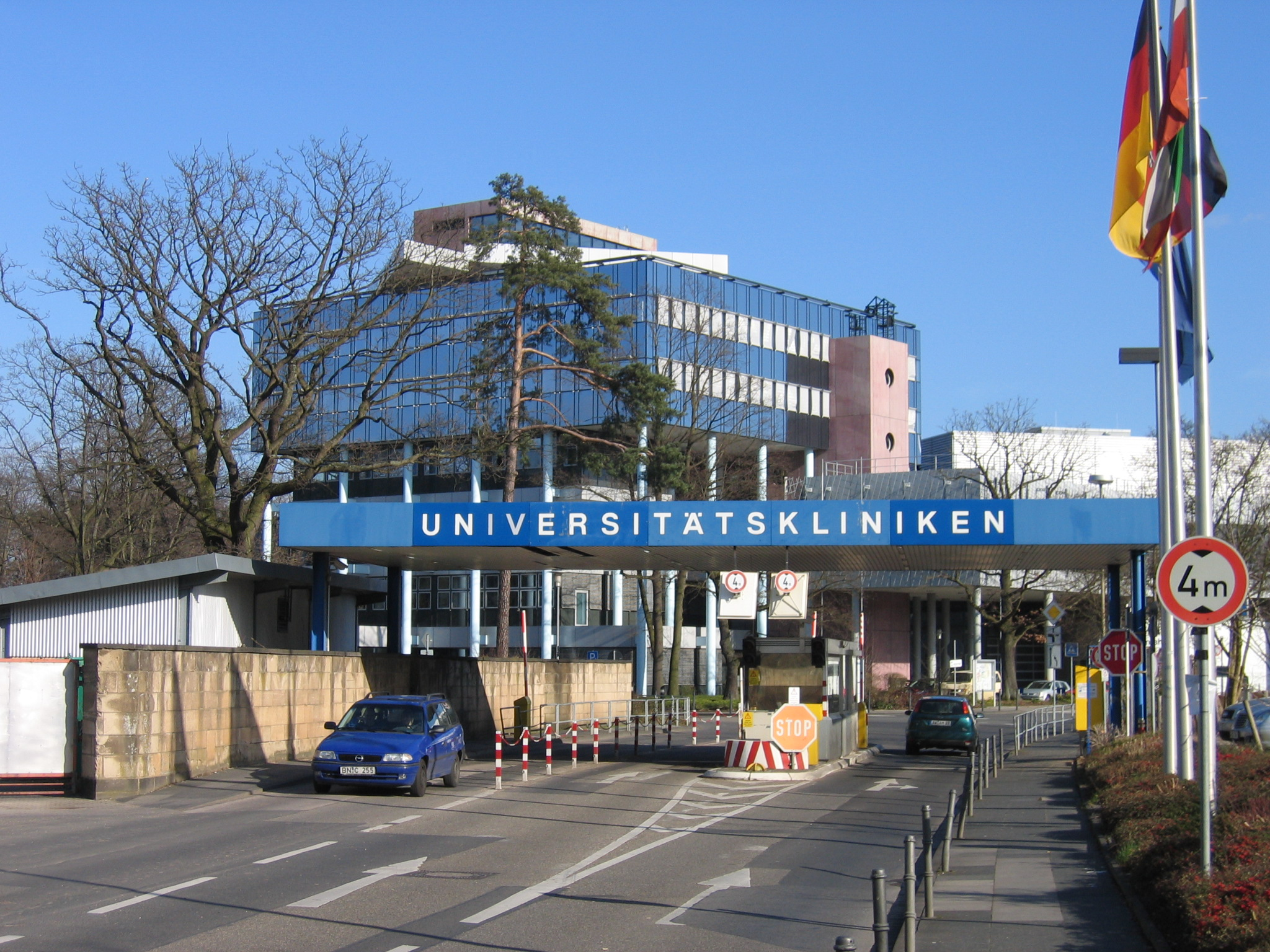
A Bonni Egyetemi Kórház

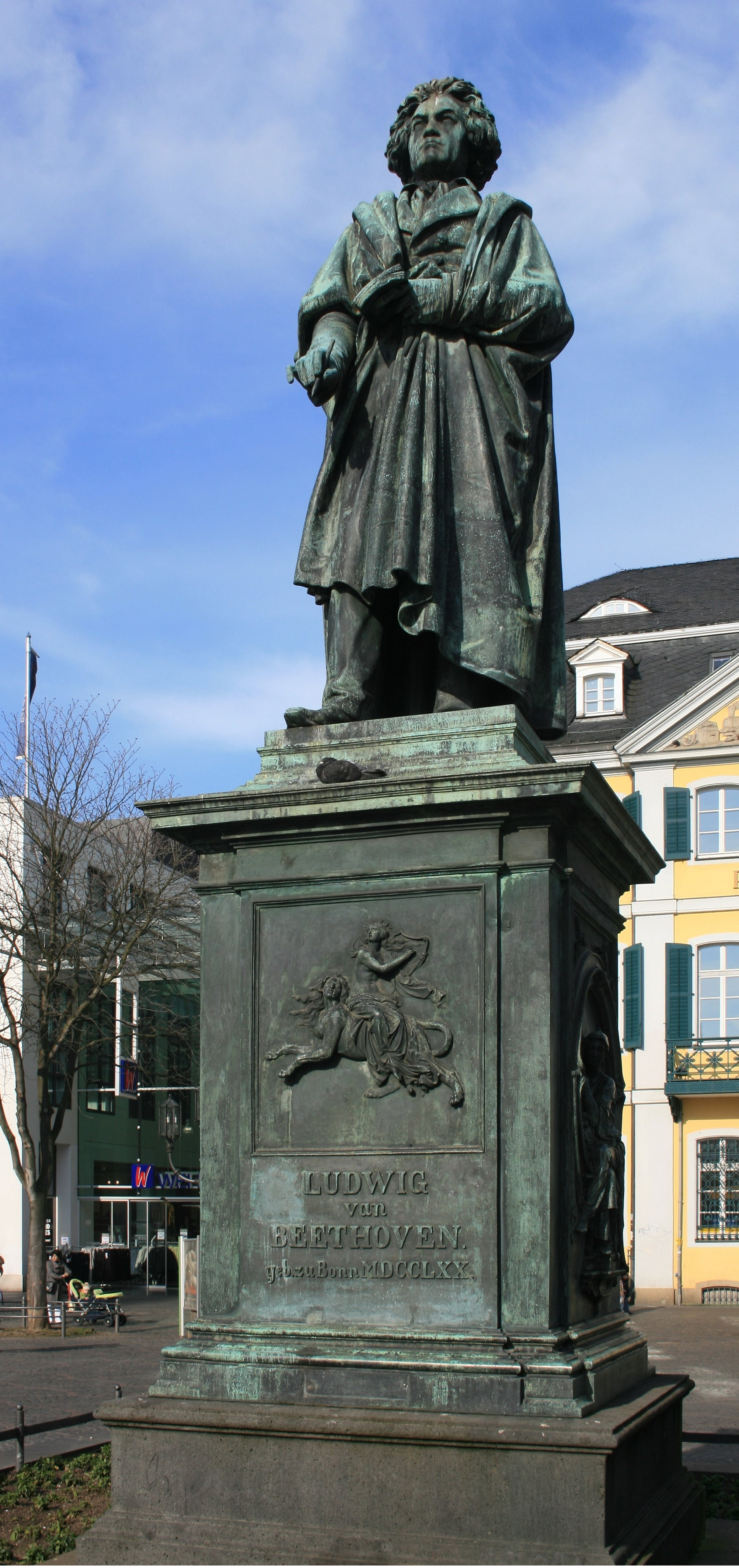
Beethoven szobra a Muensterplatzon

### Egészségügy
A város területén lévő mintegy 15 kórház közül legjelentősebb a Bonni Egyetemi Kórház (Universitätsklinikum Bonn), amelynek tizenkét osztályán harminc klinika tevékenykedik. Az egyetemi kórház épületeinek java része a Venusbergen fekszik. A kórház történetének kezdetei 1783-ig nyúlnak vissza, ekkor alapították meg az egyetem elődjének számító Akadémián a sebészeti tanszéket. Első sebészeti klinikáját 1819-ben alapították, mely 1883-ban átköltözött egy Theaterstraße-beli új épületbe. A második világháborúban 1944 októberében az épületet bombatalálat érte. Az egyetemi kórháznak jelenleg otthont adó venusbergi épületkomplexum építését 1946-ban kezdték el, s 1949-ben már az új építmények falai között indította újra tevékenységét. Az intézményben 2004-ben 674 orvos és 1148 ápolónő látta el feladatát, aminek eredményeként abban az évben 39 000 kórházi kezelést végeztek. A venusbergi épületkomplexumban elhelyezett klinikák illetve gyógyászati centrumok: szemészet, sebészet, bőrgyógyászat, nőgyógyászat, belgyógyászat, ideggyógyászat, sugárkezelés, radiológia, gyógyszerészet. A belvárosba kihelyezett klinikái: fogászat és szájsebészet, gyermekklinika, poliklinika.
További jelentős nagy kórház a Rheinischen Kliniken Bonn.

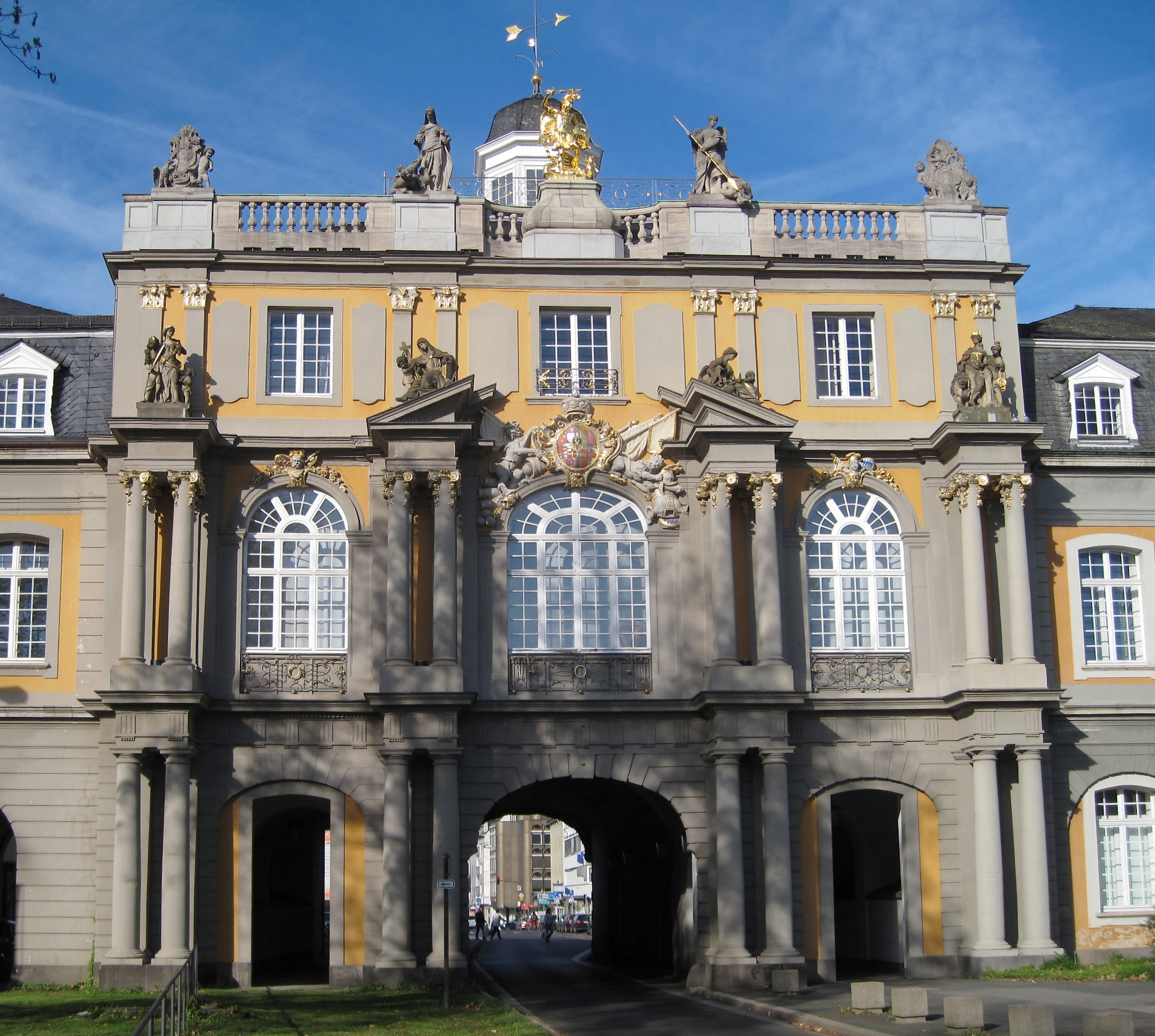
Bonn-KoblenzerTor

## Polgármesterek
- 1814–1816: Anton Maria Karl Graf von Belderbusch
- 1816–1816: Peter Joseph Eilender
- 1817–1839: Johann Martin Joseph Windeck
- 1840–1850: Karl Edmund Joseph Oppenhoff
- 1851–1875: Leopold Kaufmann
- 1875–1891: Hermann Jakob Doetsch
- 1891–1919: Wilhelm Spiritus
- 1920–1922: Fritz Bottler
- 1923–1931: Johannes Nepomuk Maria Falk
- 1932–1933: Franz Wilhelm Lürken
- 1933–1945: Ludwig Rickert
- 1945–1948: Eduard Spoelgen
- 1948–1951: Peter Stockhausen
- 1951–1956: Peter Maria Busen
- 1956–1969: Wilhelm Daniels
- 1969–1975: Peter Kraemer
- 1975–1994: Hans Daniels
- 1994–2009: Bärbel Dieckmann
- 2009–2015: Jürgen Nimptsch
- 2015 óta: Ashok-Alexander Sridharan

## Média

### Rádió és televízió
- Deutsche Welle
- ZDF
- WDR
- Radio Bonn/Rhein-Sieg“

### Újságok
- General-Anzeiger
- Bonner Rundschau
- Boulevardblatt Express

## A város híres szülöttei
- Klaus Barbie, háborús bűnös
- Benjamin Barg, labdarúgó
- Ludwig van Beethoven, zeneszerző
- Hans Bongartz, labdarúgó
- Walter Eschweiler, labdarúgó játékvezető
- Julius von Haast, geológus
- Moses Hess, filozófus
- Natalie Horler, énekes, műsorvezető
- Gottfried Kinkel, költő, művészettörténész
- Peter Joseph Lenné, műkertész
- Klaus Ludwig, autóversenyző
- Balduin Möllhausen, író
- Marcel Ndjeng, labdarúgó

## Galéria

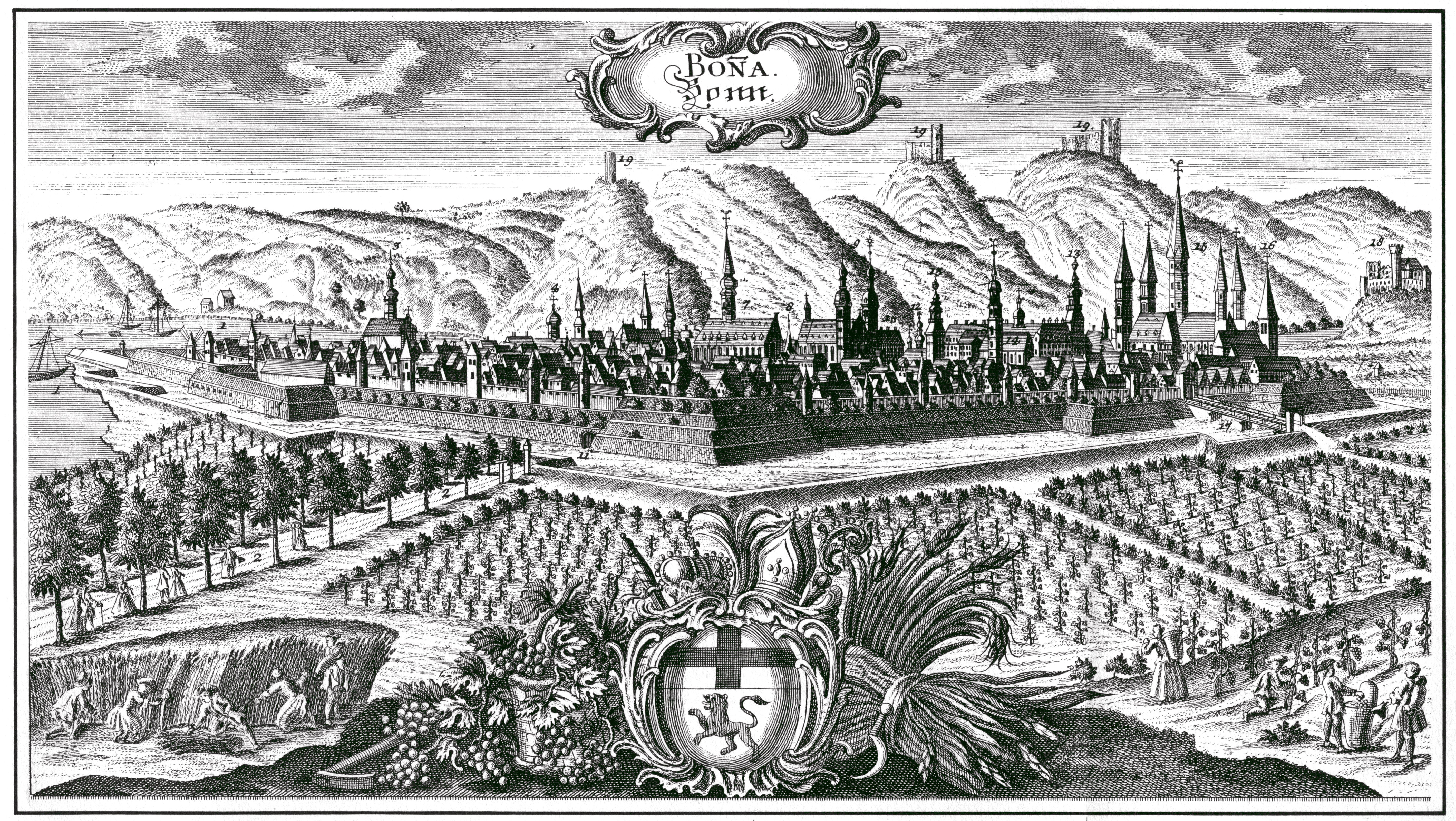
Látkép északnyugat felől 1700 k.
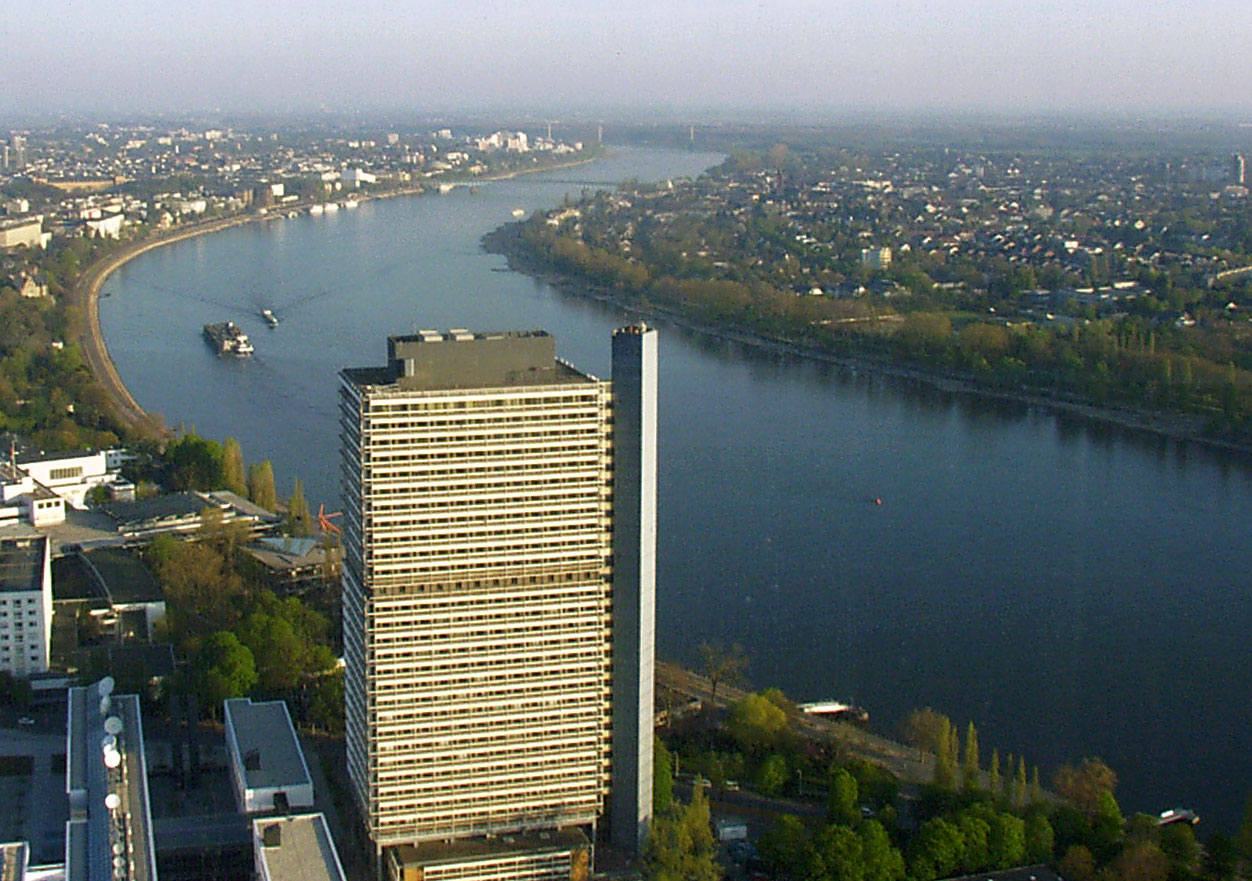
A Langer Eugen-postatorony
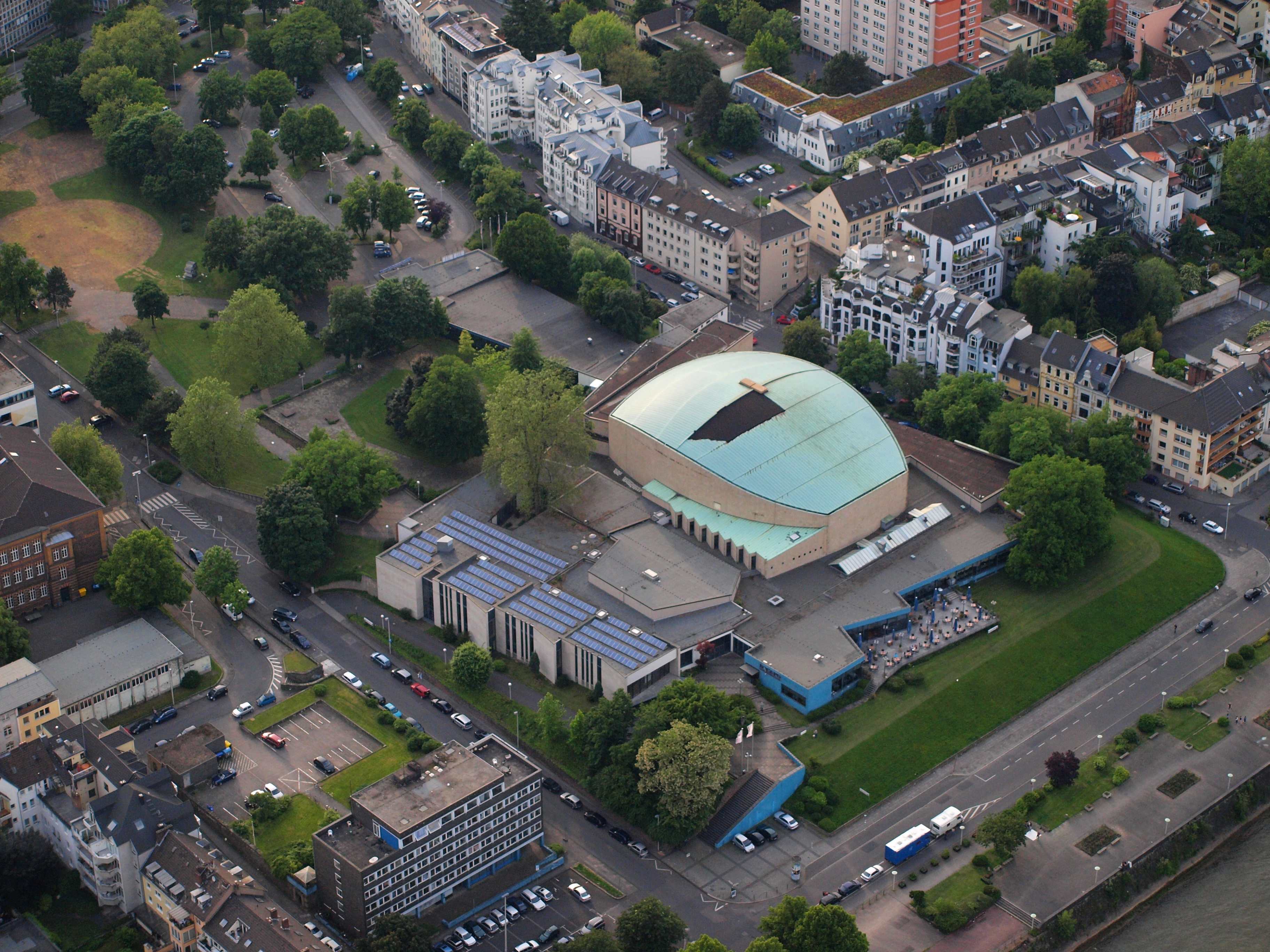
A Beethovenhalle
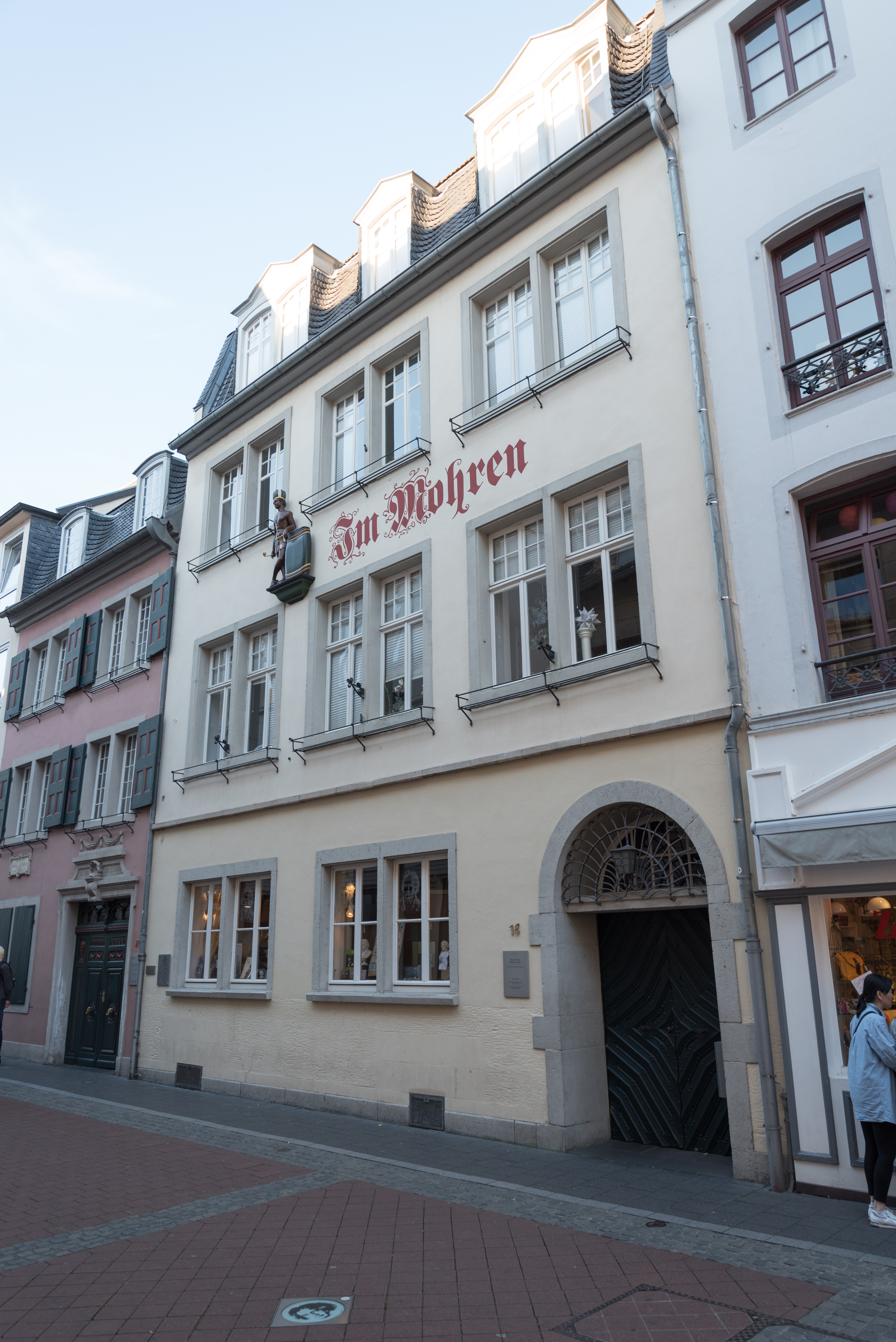
A Bonngasse 18 épülete, balra a Beethoven-ház (Bonngasse 20)
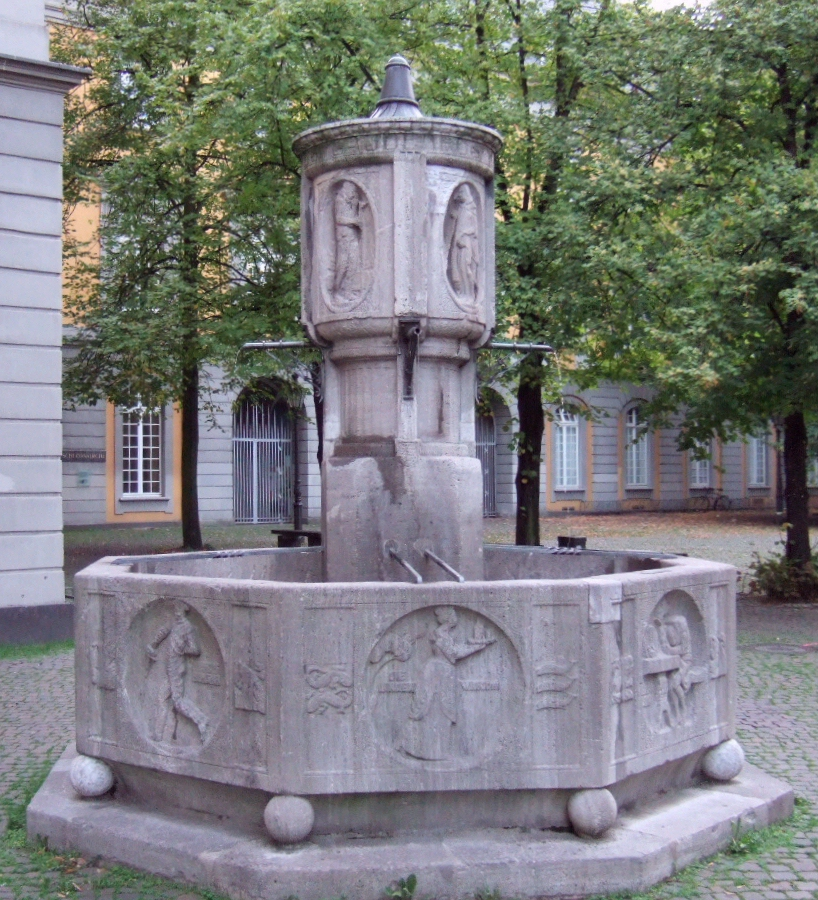
A Hallgatók kútja
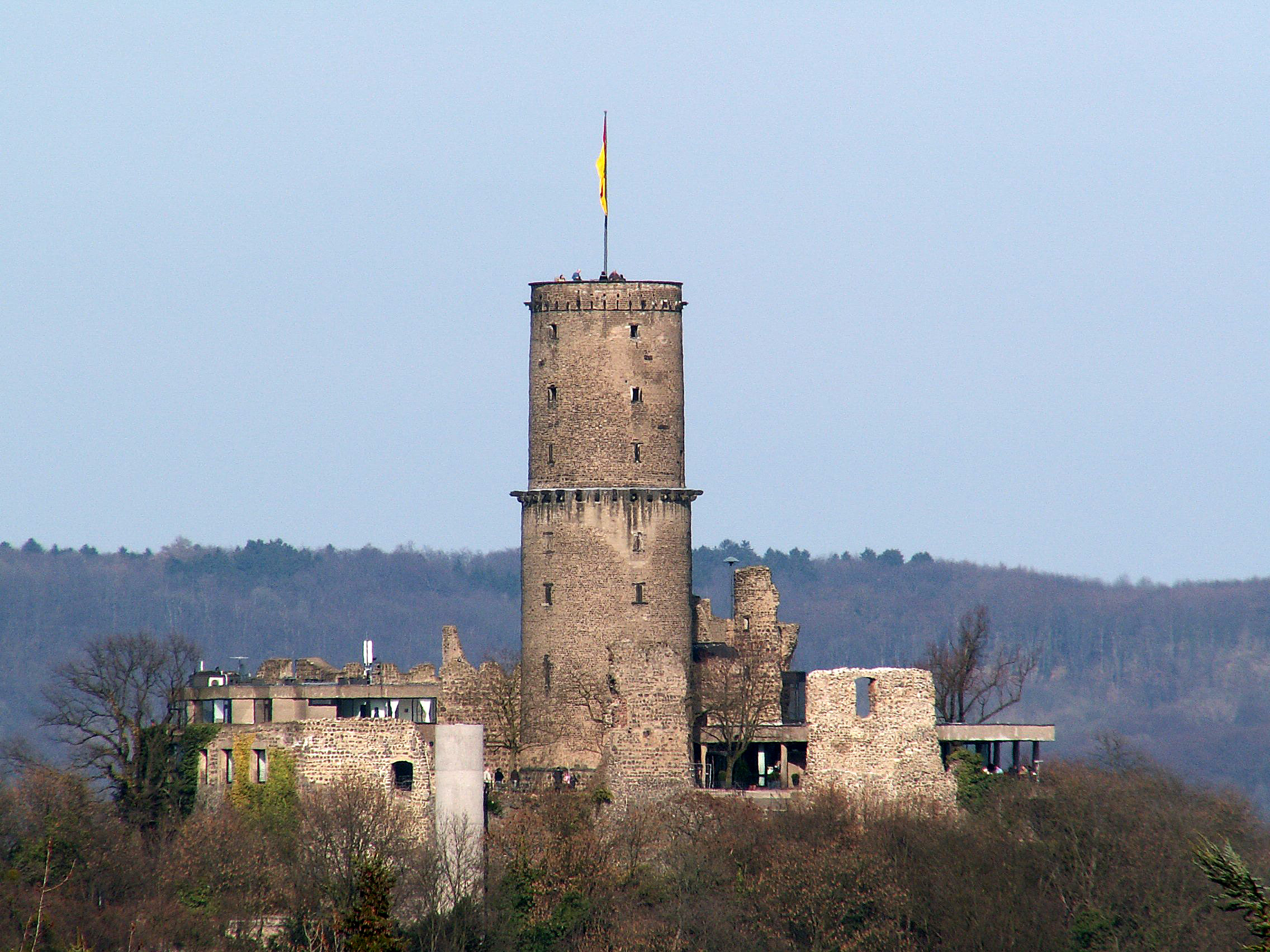
Istenvára
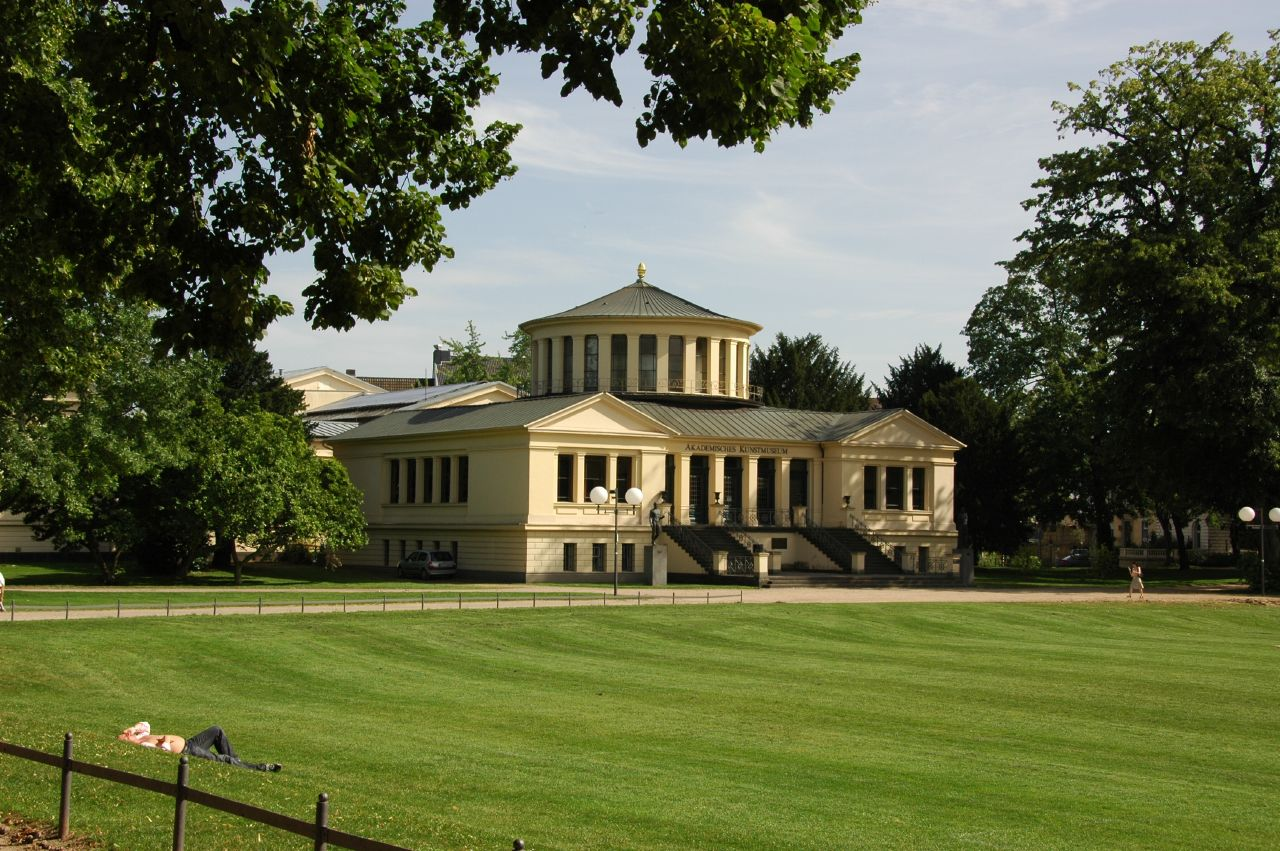
Akadémiai művészeti múzeum
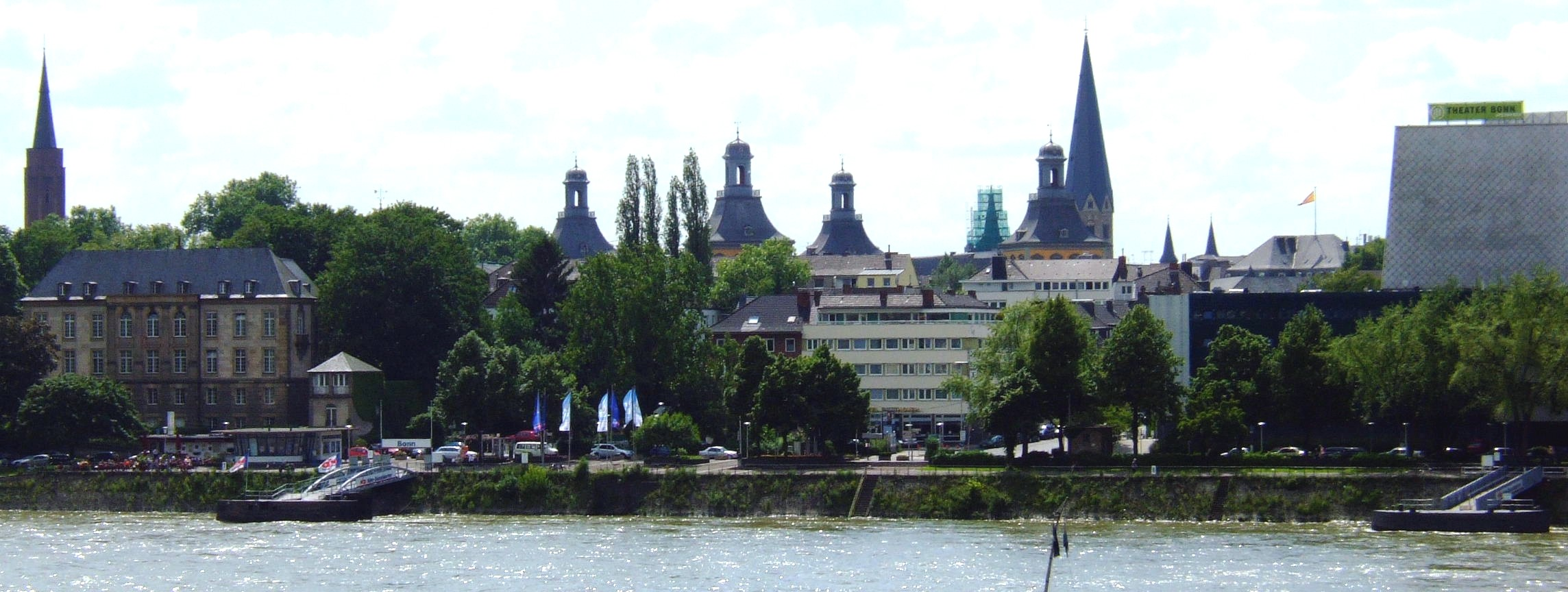
Panoráma

## Testvértelepülések
- Németország, Potsdam 1988
- Izrael, Tel-Aviv 1983
- Egyesült Királyság, Oxford 1947
- Magyarország, Budafok (Budapest XXII. kerülete) 1991

Bad Godesberg városrész testvértelepülése:
- Lengyelország, Opole 1997
- Franciaország, Saint-Cloud 1957
- Olaszország, Frascati 1960
- Egyesült Királyság, Windsor and Maidenhead 1960
- Belgium, Kortrijk 1964
- Törökország, Yalova 1969

Beuel városrész testvértelepülése
- Franciaország, Mirecourt 1969

Hardtberg városrész testvértelepülése:
- Franciaország, Villemomble 1967